# Acetilació

L'àcid salicílic és acetilat per formar l'aspirina

Acetilació (o en la nomenclatura IUPAC etanoilació) descriu una reacció química que introdueix un grup funcional acetil dins un compost químic. (la desacetilació és treure el grup acetil.)
Específicament, l'acetilació es refereix al procés que introdueix un grup acetil (que resulta en un grup acetoxi) dins un compost, la substitució d'un grup acetil per un àtom d'hidrogen. Una reacció que implica la substitució d'un àtom d'hidrogen d'un grup hidroxil amb un grup acetil (CH₃
CO) dona un èster específic, l'acetat. Comunament es fa servir anhídrid acètic com a agent acetilant reaccionant amb els grups hidroxil lliures. Per exemple, es fa servir en la síntesi d'aspirina i l'heroïna i en les cèl·lules vives en l'acetilació de les proteïnes.

## Acetilació de les proteïnes
En les cèl·lules vives l'acetilació ocorre com una modificació cotranslacional i postranslacional de proteïnes, per exemple, histones, p53 i tubulines. De fet els estudis proteòmics han identificat milers de proteïnes acetilades en els mamífers. Entre aquestes proteïnes, les proteïnes de cromatina i els enzims metabòlics estan altament representats, que indiquen que l'acetilació té un impacte considerable en l'expressió dels gens i en el metabolisme. En el bacteris, el 90% de les proteïnes implicades en el metabolisme central de Salmonella enterica estan acetilades.
L'acetilació del terminals amino ocorre en un 50% de les proteïnes dels llevats i en més del 80% de les proteïnes humanes. La reacció es catalitza per les N-terminal acetiltransferases, té lloc predominantment durant la síntesi de proteïnes i sembla que és irreversible.

### Acetilació i desacetilació de la lisina
Les proteïnes típicament s'acetilen sobre residus de la lisina i la reacció depèn de l'Acetil-Coenzim A essent l'acetil el grup donador.
En l'acetilació i desacetilació de la histona les reaccions típicament es catalitzen per enzims amb activitat histona acetiltransferasa (HAT) o histona desacetilasa (HDAC) encara que HATs i HDACs poden modificar també l'estatus d'acetilació en les proteïnes que no són histona.
La regulació del factors de transcipció tenen uns mecanismes de regulació anàlegs a la fosforilació i desfosforilació 